# Atletisme als Jocs Olímpics d'Estiu de 1928 - 800 metres masculins
Els 800 metres masculins va ser una de les proves del programa d'atletisme disputades durant els Jocs Olímpics d'Amsterdam de 1928. La prova es va disputar del 29 al 31 de juliol de 1928 i hi van prendre part 49 atletes de 24 nacions diferents.

## Medallistes
| Or                 | Plata             | Bronze                  |
| Douglas Lowe (GBR) | Erik Byléhn (SWE) | Hermann Engelhard (GER) |

## Rècords
Aquests eren els rècords del món i olímpic que hi havia abans de la celebració dels Jocs Olímpics de 1928.
| Rècord del Món | 1' 50.6" | Séra Martin  | París (FRA)    | 14 de juliol de 1924 |
| Rècord Olímpic | 1' 51.9" | Ted Meredith | Estocolm (SWE) | 8 de juliol de 1912  |

En la final Douglas Lowe va establir un nou rècord olímpic amb un temps de 1' 51.8".

## Calendari
| Data                           | Horari | Ronda      |
| ------------------------------ | ------ | ---------- |
| Diumenge, 28 de juliol de 1928 | 16:15  | Sèrie 1    |
| Dilluns, 30 de juliol de 1928  | 15:25  | Semifinals |
| Dimarts, 31 de juliol de 1928  | 16:20  | Final      |

## Resultats

### Sèries
Els tres primers classificats de cadascuna de les vuit sèries passava a semifinals.
Sèrie 1
| Pos. | Atleta             | Nació         | Temps      | Notes |
| ---- | ------------------ | ------------- | ---------- | ----- |
| 1    | Alex Wilson        | Canadà        | 1:59.2     | Q     |
| 2    | Erik Byléhn        | Suècia        | 1:59.8     | Q     |
| 3    | John Sittig        | Estats Units  | 2:00.6     | Q     |
| 4    | Guus Zeegers       | Països Baixos | Desconegut |       |
| 5    | Gérald Bertheloot  | Bèlgica       | Desconegut |       |
| 6    | Vasilios Stavrinos | Grècia        | Desconegut |       |
| 7    | Louis Schmit       | Luxemburg     | Desconegut |       |
| —    | António Dias       | Portugal      | DNS        |       |

Sèrie 2
| Pos. | Atleta         | Nació         | Temps      | Notes |
| ---- | -------------- | ------------- | ---------- | ----- |
| 1    | Otto Peltzer   | Alemanya      | 1:57.4     | Q     |
| 2    | Brant Little   | Canadà        | 1:57.8     | Q     |
| 3    | Wilfred Tatham | Regne Unit    | 1:58.2     | Q     |
| 4    | Adriaan Paulen | Països Baixos | Desconegut |       |
| 5    | William Whyte  | Austràlia     | Desconegut |       |
| 6    | Albert Larsen  | Dinamarca     | Desconegut |       |
| —    | József Marton  | Hongria       | DNS        |       |

Sèrie 3
| Pos. | Atleta             | Nació         | Temps      | Notes |
| ---- | ------------------ | ------------- | ---------- | ----- |
| 1    | Jean Keller        | França        | 1:59.0     | Q     |
| 2    | Paul Martin        | Suïssa        | 1:59.4     | Q     |
| 3    | Ray Watson         | Estats Units  | 1:59.6     | Q     |
| 4    | Max Tarnogrocki    | Alemanya      | 1:59.9     |       |
| 5    | Alfonso García     | Mèxic         | Desconegut |       |
| 6    | Andries Hoogerwerf | Països Baixos | Desconegut |       |
| 7    | Antonios Mangos    | Grècia        | Desconegut |       |
| —    | Harri Larva        | Finlàndia     | DNS        |       |

Sèrie 4
| Pos. | Atleta              | Nació        | Temps      | Notes |
| ---- | ------------------- | ------------ | ---------- | ----- |
| 1    | Georges Baraton     | França       | 2:03.4     | Q     |
| 2    | Earl Fuller         | Estats Units | 2:03.8     | Q     |
| 3    | Olaf Strand         | Noruega      | 2:03.8     | Q     |
| 4    | Ettore Tavernari    | Itàlia       | Desconegut |       |
| 5    | Philippe Coenjaerts | Bèlgica      | Desconegut |       |
| 6    | Harry Houghton      | Regne Unit   | Desconegut |       |
| —    | Danie Jacobs        | Sud-àfrica   | DNS        |       |

Sèrie 5
| Pos. | Atleta                   | Nació          | Temps      | Notes |
| ---- | ------------------------ | -------------- | ---------- | ----- |
| 1    | Lloyd Hahn               | Estats Units   | 1:56.8     | Q     |
| 2    | Hermann Englehard        | Alemanya       | 1:57.0     | Q     |
| 3    | Vilém Šindler            | Txecoslovàquia | 1:57.0     | Q     |
| 4    | René Féger               | França         | Desconegut |       |
| 5    | Jack Walter              | Canadà         | Desconegut |       |
| 6    | Charles Stuart           | Austràlia      | Desconegut |       |
| —    | Grigorios Georgakopoulos | Grècia         | DNS        |       |
| —    | Matti Korpela            | Finlàndia      | DNS        |       |

Sèrie 6
| Pos. | Atleta             | Nació      | Temps      | Notes |
| ---- | ------------------ | ---------- | ---------- | ----- |
| 1    | Serafín Dengra     | Argentina  | 2:01.2     | Q     |
| 2    | Douglas Lowe       | Regne Unit | 2:02.2     | Q     |
| 3    | Guido Cominotto    | Itàlia     | 2:02.4     | Q     |
| 4    | Ömer Besim Koşalay | Turquia    | Desconegut |       |
| —    | G. Arnoldy         | Luxemburg  | DNS        |       |
| —    | Frej Liewendahl    | Finlàndia  | DNS        |       |
| —    | László Magdics     | Hongria    | DNS        |       |

Sèrie 7
| Pos. | Atleta            | Nació          | Temps      | Notes |
| ---- | ----------------- | -------------- | ---------- | ----- |
| 1    | Séra Martin       | França         | 1:58.8     | Q     |
| 2    | László Barsi      | Hongria        | 1:59.0     | Q     |
| 3    | Fredy Müller      | Alemanya       | 1:59.4     | Q     |
| 4    | Adolf Kittel      | Txecoslovàquia | 1:59.6     |       |
| 5    | Feliks Malanowski | Polònia        | 1:59.8     |       |
| 6    | Gerry Coughlan    | Irlanda        | Desconegut |       |
| 7    | J. Murphy         | Índia          | Desconegut |       |
| —    | Eino Purje        | Finlàndia      | DNS        |       |

Sèrie 8
| Pos. | Atleta             | Nació      | Temps      | Notes |
| ---- | ------------------ | ---------- | ---------- | ----- |
| 1    | Phil Edwards       | Canadà     | 1:59.4     | Q     |
| 2    | Ralph Starr        | Regne Unit | 1:59.8     | Q     |
| 3    | Norman McEachern   | Irlanda    | 1:59.8     | Q     |
| 4    | Leopoldo Ledesma   | Argentina  | Desconegut |       |
| 5    | José Lucílo Iturbe | Mèxic      | Desconegut |       |
| 6    | Joaquim Miquel     | Espanya    | 2:03.2     |       |
| —    | L. Passy           | Grècia     | DNS        |       |
| —    | Ivan Rittig        | Iugoslàvia | DNS        |       |

### Semifinals
Els tres primers classificats de cada sèries passen a la final.
Semifinal 1
| Pos. | Atleta           | Nació          | Temps      | Notes |
| ---- | ---------------- | -------------- | ---------- | ----- |
| 1    | Earl Fuller      | Estats Units   | 1:55.6     | Q     |
| 2    | Douglas Lowe     | Regne Unit     | 1:55.8     | Q     |
| 3    | Jean Keller      | França         | 1:56.0     | Q     |
| 4    | László Barsi     | Hongria        | 1:56.2     |       |
| 5    | Otto Peltzer     | Alemanya       | 1:56.3     |       |
| 6    | Alex Wilson      | Canadà         | 1:57.1     |       |
| 7    | Vilém Šindler    | Txecoslovàquia | Desconegut |       |
| —    | Norman McEachern | Irlanda        | DNF        |       |

Semifinal 2
| Pos. | Atleta            | Nació        | Temps      | Notes |
| ---- | ----------------- | ------------ | ---------- | ----- |
| 1    | Erik Blyéhn       | Suècia       | 1:55.6     | Q     |
| 2    | Ray Watson        | Estats Units | 1:56.8     | Q     |
| 3    | Hermann Engelhard | Alemanya     | 1:56.8     | Q     |
| 4    | Brant Little      | Canadà       | 1:57.6     |       |
| 5    | Ralph Starr       | Regne Unit   | Desconegut |       |
| 6    | Guido Cominotto   | Itàlia       | Desconegut |       |
| 7    | Serafín Dengra    | Argentina    | Desconegut |       |
| —    | Georges Baraton   | França       | DNS        |       |

Semifinal 3
| Pos. | Atleta         | Nació        | Temps      | Notes |
| ---- | -------------- | ------------ | ---------- | ----- |
| 1    | Lloyd Hahn     | Estats Units | 1:52.6     | Q     |
| 2    | Phil Edwards   | Canadà       | 1:52.8     | Q     |
| 3    | Séra Martin    | França       | 1:53.0     | Q     |
| 4    | Paul Martin    | Suïssa       | 1:53.3     |       |
| 5    | John Sittig    | Estats Units | 1:53.4     |       |
| 6    | Fredy Müller   | Alemanya     | 1:53.8     |       |
| 7    | Wilfrid Tatham | Regne Unit   | Desconegut |       |
| 8    | Olaf Strand    | Noruega      | 1:59.9     |       |

### Final
| Pos. | Atleta            | Nació        | Temps  | Notes |
| ---- | ----------------- | ------------ | ------ | ----- |
| 1    | Douglas Lowe      | Regne Unit   | 1:51.8 | RO    |
| 2    | Erik Byléhn       | Suècia       | 1:52.8 |       |
| 3    | Hermann Engelhard | Alemanya     | 1:53.2 |       |
| 4    | Phil Edwards      | Canadà       | 1:54.0 |       |
| 5    | Lloyd Hahn        | Estats Units | 1:54.2 |       |
| 6    | Séra Martin       | França       | 1:54.6 |       |
| 7    | Earl Fuller       | Estats Units | 1:55.0 |       |
| 8    | Jean Keller       | França       | 1:57.0 |       |
| 9    | Ray Watson        | Estats Units | 2:03.0 |       |